# 미우라 유이치로
미우라 유이치로 (三浦 雄一郎, Miura Yūichirō, born October 12, 1932)는 일본의 스키 선수이자 등산가로, 2013년에 80세의 나이로 에베레스트산 정상에 오른 최고령 인물이 되었다.

## 어린 시절
미우라는 1932년 10월 12일 일본 동북부 도호쿠 지방 최북단 아오모리시에서 태어났다. 그의 아버지인 미우라 게이조는 일본인 스키 선수였다. 유이치로는 어렸을 때부터 눈 스포츠를 접했고, 초등학교 2학년 때 첫 스키 대회에 참가했다. 그는 가족과 함께 남쪽으로 이사했지만 눈과 겨울 스포츠를 그리워하여 홋카이도 대학에 입학하게 되었다. 그곳에서 그는 스키를 전문 스포츠로 계속 추구했다.

## 경력
미우라는 스피드 스키와 활강 스키에서 경쟁했다. 특히 오지 스키에 대한 그의 뛰어난 능력은 하이킹을 통해 높은 고도에 도달해야 했고, 이는 그의 기술의 폭을 겨울 알파인 등산으로 확장시켰다. 일단 그가 다작의 산악인이 되자, 미우라는 더 큰 산에 도전하기 시작했고 그들 중 많은 산을 스키로 내려왔다. 스키 대회에서 활발히 활동하면서 그는 가파른 경사 활강의 100미터 구간에서 평균 속도를 경쟁했다. 세계 최고 기록은 1964년 7월 이탈리아에서 172.084 km/h의 속도로 세워졌다.

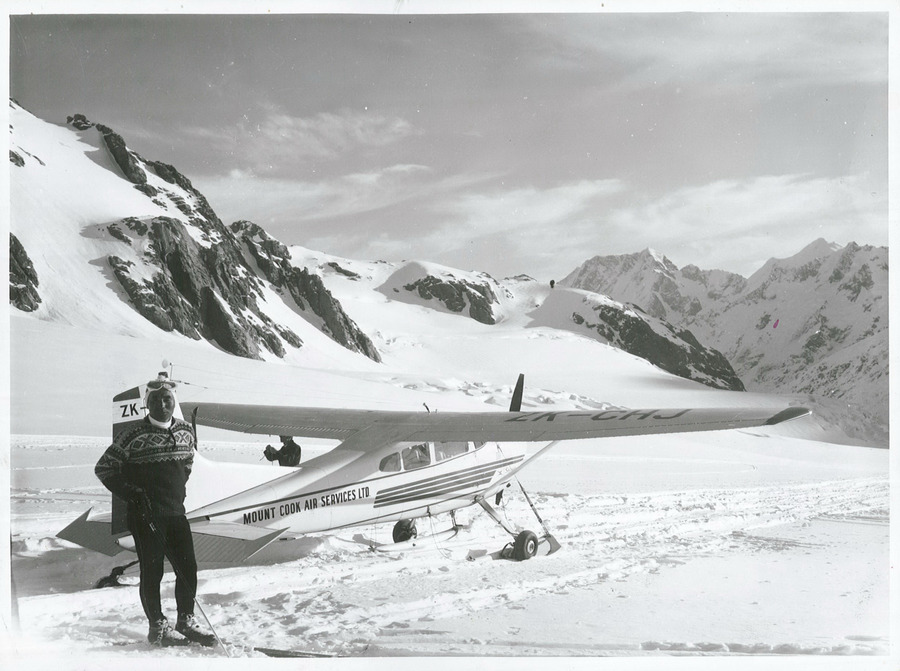
미우라는 타스만 빙하, 쿡산에 갔다 (1966년 8월).

미우라는 1970년 5월 6일 에베레스트산에서 스키를 탄 최초의 인물이 되었다. 하강 속도를 늦추기 위해 낙하산을 사용하며, 남쪽 콜 (해발 7,900 미터 (25,900 ft) 이상)에서 거의 6,600 피트 수직으로 스키를 타고 내려왔고, 1,300 피트 (400 m) 정도 떨어진 후, 쿰부 빙하 상류의 베르크슈룬트에 빠지기 250 피트 (76 m) 전에 멈췄다. 이 업적은 1975년 영화 에베레스트를 스키로 내려온 남자로 기록되었다. 이 영화는 다큐멘터리 부문 아카데미상을 수상했으며, 스포츠 영화로는 최초였다. 그는 또한 1978년부터 1985년까지 유럽에서 가장 높은 7개의 봉우리에서 스키 활강에 성공했다.

2003년 70세의 나이에 미우라는 에베레스트산 정상에 오른 최고령 인물이 되었고, 이 기록은 2013년 80세의 나이로 마지막으로 두 번이나 갱신되었다. 정상에 도달한 후 하강을 완료할 수 없었고, 베이스 캠프 (5,364 미터 (17,598 ft))로 하강하는 대신 6500미터의 전진 베이스 캠프에서 헬기로 이송되었음에도 불구하고, 그의 업적은 기네스 세계 기록에 등재되어 있다. 그러나 노구치 겐과 같은 유명한 산악인들은 미우라의 업적에 대해 "정상에 오른 것만으로는 등반이 완료되었다고 할 수 없다"며 이의를 제기했다.

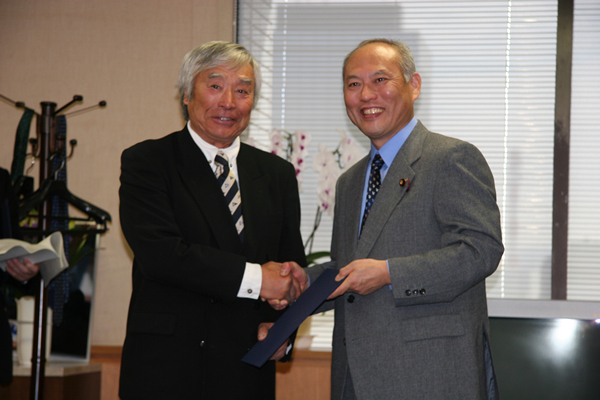
마스조에 요이치와 함께 (2007년 11월 중앙정부청사 5호관에서)

프리스타일 스키 선수이자 산악인인 미우라 고타는 미우라의 아들 중 한 명이다.

## 같이 보기
- 에베레스트산 기록 목록
- 에베레스트산 정상 등정자 수별 목록